# Мальмёлига

Обложка поэтической антологии «Malmöligan: en originalantologi» с символом Мальмёлиги

Мальмёлига или Банда из Мальмё (швед. Malmöligan) — это поэтическая группировка, действовавшая в 1980-х годах в Мальмё, Швеция, для которой были характерны повседневный шведский язык городских улиц, с частыми вкраплениями сленга молодёжных субкультур, а также отрицание академической стокгольмоцентричной поэзии.
Неформальным лидером группировки был Клеменс Альтгорд. В неё также входили: Лукас Мудиссон (позже ставший известным как режиссёр), Кристиан Лундберг, Хокан Санделл, Пер Линде и Мартти Соуткари.
Группа окончательно оформилась в 1986—1987 годы, когда критики стали писать о «новом поколении поэтов Мальмё» или «Мальмёлиге». В 1986 году члены группы опубликовали манифест, который распространялся в виде листовок. Поэты стали проводить поэтические вечера и сотрудничать с музыкальными панк-рок группами. Их работа — как поэтическое творчество, так и художественная стратегия — позволила некоторым литературным критикам, отнести поэтов Мальмёлиги к контркультуре, а творчество сравнить с поэзией битников. В 1986 году к группе присоединился Кристиан Лундберг. Лукас Мудиссон и Мартти Соуткари присоединились в 1987 году. В 1992 году была выпущена поэтическая антология Malmöligan : en originalantologi, единственная в своем роде, которая была переведена на испанский и польский языки.
Группировка распадается в 1993 году. Символическое воссоединение группы состоялось в 2006 году во время празднования Международного дня поэзии в Мальмё.